# Rhosnes
Pour l’article ayant un titre homophone, voir Rhône (homonymie).
La Rhosnes (Ronne en néerlandais) est un ruisseau de Belgique, affluent de l'Escaut. Elle coule d'est en ouest dans la province de Hainaut.

## Parcours
Prenant sa source près de Pironche, il passe par Frasnes-lez-Anvaing, Ellignies-lez-Frasnes, Anvaing, Dergneau, Wattripont, Amougies, borde le mont de l'Enclus par le sud (Orroir) et se jette dans l'Escaut un peu au nord d'Escanaffles. 
Sur son parcours, la Rhosnes collecte de nombreux affluents venus des collines environnantes tel que la Petite Rhosnes.
Le parcours de la Rhosnes forme de nombreux méandres à partir d'Anvaing; il a été corrigé dans les années 1950 pour limiter le risque d'inondations.